# 대한민국 민법 제147조
대한민국 민법 제147조는 조건성취의 효과에 대한 민법 총칙상 조문이다.

## 조문
제147조(조건성취의 효과) ① 정지조건있는 법률행위는 조건이 성취한 때로부터 그 효력이 생긴다.
②해제조건있는 법률행위는 조건이 성취한 때로부터 그 효력을 잃는다.
③당사자가 조건성취의 효력을 그 성취전에 소급하게 할 의사를 표시한 때에는 그 의사에 의한다.

第147條(條件成就의 效果) ① 停止條件있는 法律行爲는 條件이 成就한 때로부터 그 效力이 생긴다.
②解除條件있는 法律行爲는 條件이 成就한 때로부터 그 效力을 잃는다.
③當事者가 條件成就의 效力을 그 成就前에 遡及하게 할 意思를 表示한 때에는 그 意思에 依한다.

## 판례
조건은 법률행위의 효력의 발생 또는 소멸을 장래에 불확실한 사실의 성부에 의존케 하는 법률행위의 부관이다

## 참고 문헌
- 오현수, 일본민법, 진원사, 2014. ISBN 978-89-6346-345-2
- 오세경, 대법전, 법전출판사, 2014 ISBN 978-89-262-1027-7
- 이준현 , LOGOS 민법 조문판례집, 미래가치, 2015. ISBN 979-1-155-02086-9

## 같이 보기
- 대한민국 민법 제1073조